# Botelho (Santa Adélia)
Botelho é um distrito do município brasileiro de Santa Adélia, no interior do estado de São Paulo.

## História

### Formação administrativa
- Distrito policial de Vila Botelho criado em 14/12/1933 no município de Santa Adélia[3].
- Lei nº 2.786 de 24/12/1936 - Cria o distrito de Vila Botelho, com sede no povoado de mesmo nome, município de Santa Adélia[4][5].
- Decreto nº 8.094 de 15/01/1937 - Altera as divisas do distrito policial de Vila Botelho para adaptá-las às do distrito de paz[6].
- Decreto nº 11.069 de 04/05/1940 - Altera a denominação para Botelho[7].

## Geografia

### Demografia

#### População urbana
| Crescimento população urbana | Crescimento população urbana | Crescimento população urbana | Crescimento população urbana |
| Censo                        | Pop.                         |                              | %±                           |
| ---------------------------- | ---------------------------- | ---------------------------- | ---------------------------- |
| 1940                         | 164                          |                              | —                            |
| 1950                         | 121                          |                              | −26,2%                       |
| 1960                         | 138                          |                              | 14,0%                        |
| 1970                         | 194                          |                              | 40,6%                        |
| 1980                         | 382                          |                              | 96,9%                        |
| 1991                         | 645                          |                              | 68,8%                        |
| 2000                         | 975                          |                              | 51,2%                        |
| 2010                         | 1 017                        |                              | 4,3%                         |
| Fonte: IBGE e Fundação SEADE |                              |                              |                              |

#### População total
Pelo Censo 2010 (IBGE) a população total do distrito era de 1 235 habitantes.

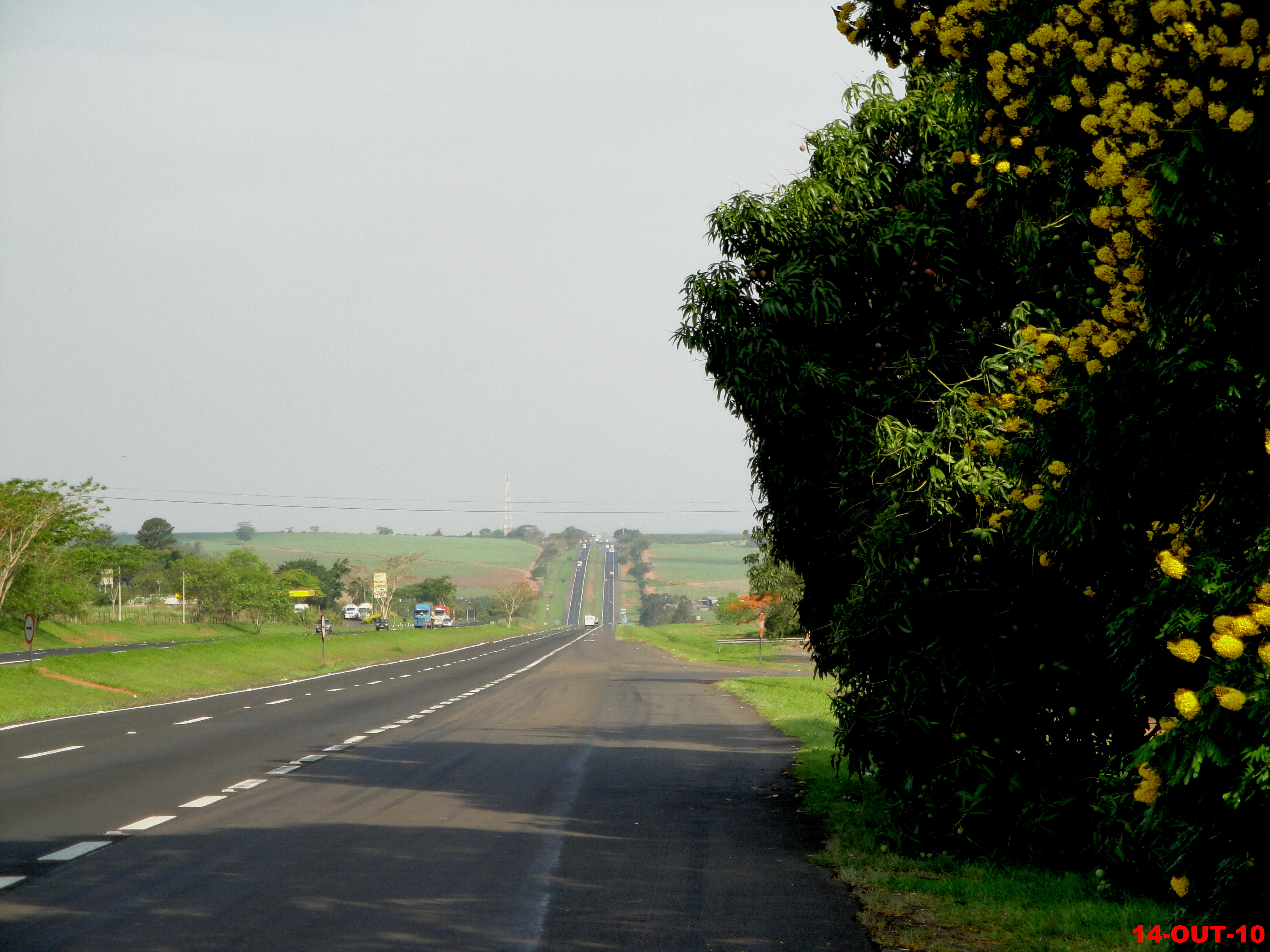
Trecho da Rodovia Washington Luís (SP-310) em Botelho.

### Área territorial
A área territorial do distrito é de 97,518 km².

### Rodovias

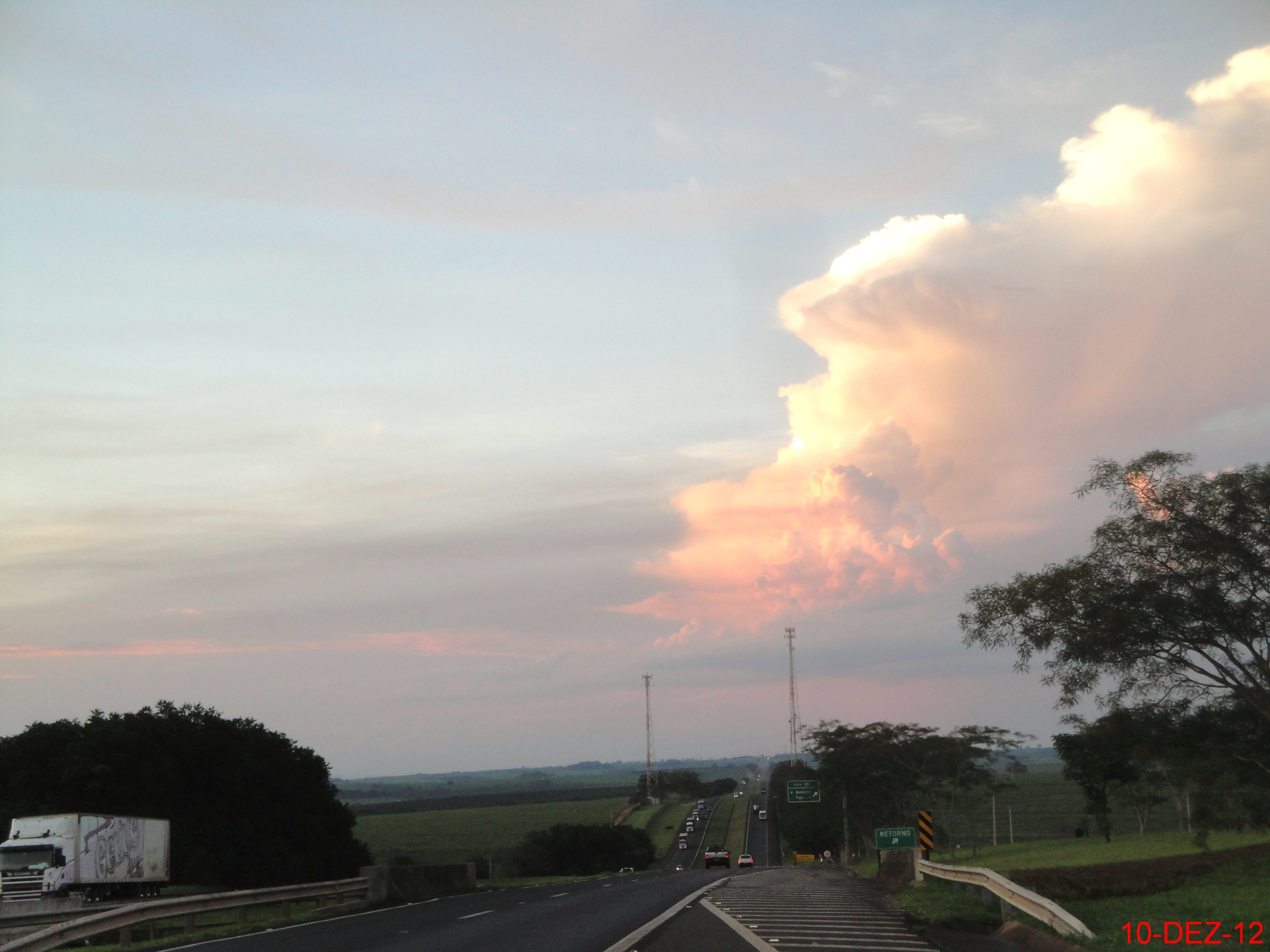
Acesso a Botelho no km 351 da Rodovia Washington Luís (SP-310).

O distrito localiza-se às margens da Rodovia Washington Luís (SP-310).

## Serviços públicos

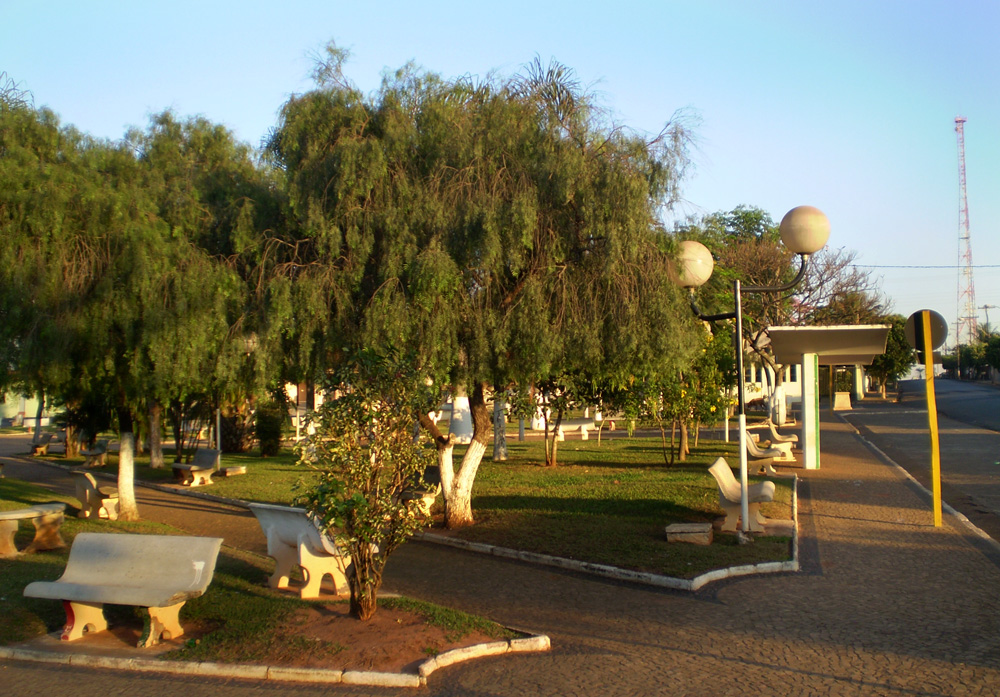
Praça.

### Registro civil
Atualmente é feito na sede do município, pois o Cartório de Registro Civil das Pessoas Naturais do distrito foi extinto pelo Decreto-Lei nº 158 de 28/10/1969 e seu acervo foi recolhido ao cartório do distrito sede.

### Saneamento
O serviço de abastecimento de água é feito pela Prefeitura Municipal de Santa Adélia.

### Energia
A responsável pelo abastecimento de energia elétrica é a CPFL Paulista, distribuidora do Grupo CPFL Energia.

### Telecomunicações
O distrito era atendido pela Telecomunicações de São Paulo (TELESP), que inaugurou a central telefônica utilizada até os dias atuais. Em 1998 esta empresa foi vendida para a Telefônica, que em 2012 adotou a marca Vivo para suas operações.

## Religião

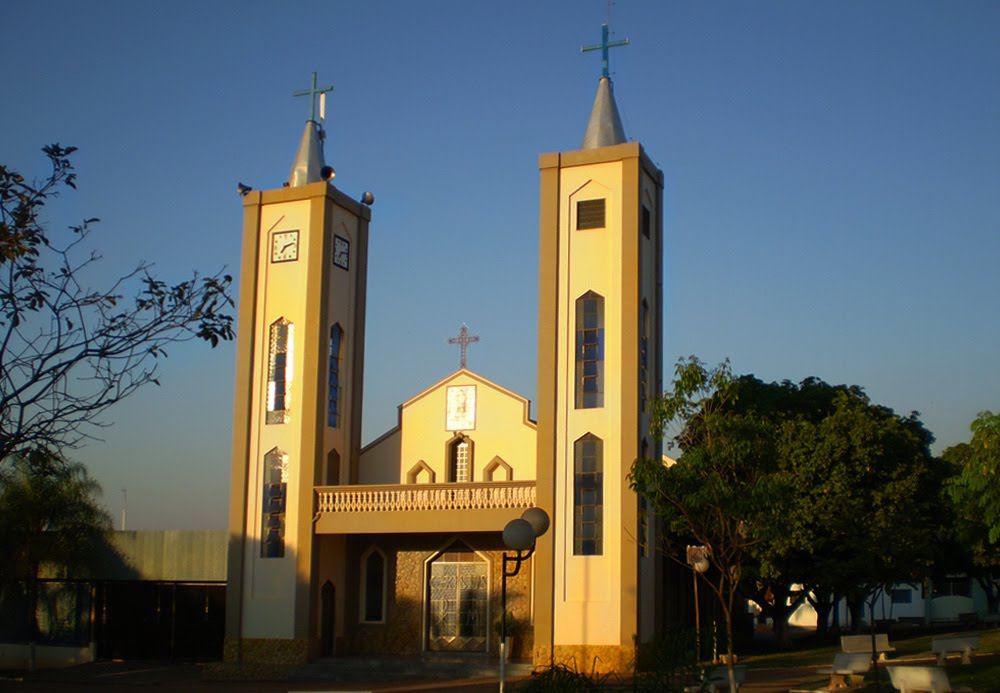
Igreja.

O Cristianismo se faz presente no distrito da seguinte forma:

### Igreja Católica
- A igreja faz parte da Diocese de Catanduva[18].

### Igrejas Evangélicas
- Congregação Cristã no Brasil[19].